# Avella unifasciata
Avella unifasciata là một loài nhện trong họ Deinopidae.
Loài này thuộc chi Avella. Avella unifasciata được miêu tả năm 1878 bởi Ludwig Carl Christian Koch.